# Kabakada
Kabakada (auch: Kambakanda) ist ein kleiner Küstenort auf der Gazelle-Halbinsel. Er liegt in der West New Britain Province auf der zu Papua-Neuguinea gehörenden Insel Neubritannien. Die Siedlung liegt an der Nordküste der Halbinsel an einer „Talili Bay“ genannten Bucht. Kabakada liegt im Livuan-Reimber Rural LLG.

## Kolonialzeit
Die Nordküste der Gazelle-Halbinsel wurde im Juli 1876 von dem deutschen Seefahrer Georg Christoph Levison bereist. Die Siedlung Kabakada existierte zu dieser Zeit bereits.
Ebenfalls in der zweiten Hälfte der 1870er Jahre war hier eine Station der Wesleyanischen Mission sowie Plantagen vorhanden.
1878 reiste Sailasa Naucukidi, ein Wesleyanischer Missionar, der aus Fidschi stammte, aufgrund der Initiative des britischen Missionars George Brown mit einer kleinen Gruppe in die Gegend von Kabakada. Die Gruppe wurde angegriffen, wobei die Gruppenmitglieder getötet und Opfer von Kannibalismus wurden. In der Folge wurden seine sterblichen Überreste zusammen mit den anderen fidschianischen Märtyrern auf dem Vunela Fidschi-Märtyrerfriedhof in Kabakada begraben.
Während der deutschen Kolonialzeit war der Ort weiterhin Station der Wesleyanischen Mission sowie Standort von Plantagen und Handelsposten.
1907 wurde die deutsche Eurythmikerin Else Klink in Kabakada geboren.
Nach dem Ersten Weltkrieg wurde der Ort zusammen mit dem Rest von Deutsch-Neuguinea als Mandat des Völkerbundes von Australien verwaltet.